# Aptesis yosemite
Aptesis yosemite là một loài tò vò trong họ Ichneumonidae.